# Wyoming Outlaw
Wyoming Outlaw (Brasil: Bandoleiro Inocente ) é um filme norte-americano de 1939, do gênero faroeste, dirigido por George Sherman e estrelado por John Wayne, Ray Corrigan e Raymond Hatton.

## A produção
O roteiro do filme foi inspirado em um acontecimento real, estampado nas manchetes da época em que foi feito: um jovem conseguiu iludir a polícia por vários dias, refugiando-se nas montanhas do Wyoming, até ser finalmente morto por um garçom. A mídia apelidou-o de "Robin Hood moderno", porque, ao mesmo tempo que praticava roubos, ele também combatia subornos e a corrupção.
Esta é a vigésima-terceira aventura dos The Three Mesquiteers no cinema e uma das melhores da série. Conhecido no Brasil por Os Três Mosqueteiros, Os Três Mosqueteiros do Oeste e Os Três Amigos Valentes, o trio protagonizou cinquenta e uma películas entre 1936 e 1943, todas produzidas pela Republic Pictures. O trio teve várias formações, e Wyoming Outlaw marca a estreia de Raymond Hatton como alívio cômico, papel anteriormente interpretado 21 vezes por Max Tehune.
O filme lançou Don 'Red' Barry como astro de faroestes B. Elmo Lincoln, o primeiro Tarzan, participa discretamente, como um delegado federal.

## Sinopse
Stony Brooke, Tucson Smith e Rusty Joslin, os Três Amigos Valentes, perseguem um jovem forçado a entrar para o mundo do crime depois de se envolver com um político corrupto, que pede dinheiro em troca de emprego.

## Elenco
| Ator/Atriz          | Personagem     |
| ------------------- | -------------- |
| John Wayne          | Stony Brooke   |
| Ray Corrigan        | Tucson Smith   |
| Raymond Hatton      | Rusty Joslin   |
| Donald Barry        | Will Parker    |
| Pamela Blake        | Irene Parker   |
| LeRoy Mason         | Balsinger      |
| Charles Middleton   | Luke Parker    |
| Katherine Kenworthy | Senhora Parker |
| Elmo Lincoln        | Delegado Gregg |
| Jack Ingram         | Xerife Nolan   |
| David Sharpe        | Newt           |
| Yakima Canutt       | Ed Sims        |